# Nazaret Mateos
Nazaret Mateos Álvarez (Villanueva de Valrojo, c. 1983) es una agricultora ecológica y empresaria española que fue reconocida como mejor agricultora sostenible por la Unión Europea.

## Trayectoria
Nació en los años 1980 en Villanueva de Valrojo, provincia de Zamora. Estudió magisterio en la Universidad de León y después se formó como auxiliar de enfermería, con especialización en cuidados paliativos y geriátricos. Más tarde, se formó en agricultura en la Universidad de Córdoba y cursó el grado de Transición al cambio climático y ecología en la UNED.
En 2018, compró una finca en la localidad palentina de Paredes de Nava, y fundó la startup Entre Setas para la comercialización de setas ecológicas, que además ha contribuido a la reducción del impacto de la agricultura en el clima y el medio ambiente. En su labor, ha buscado evitar el uso de fertilizantes químicos, pesticidas y antimicrobianos, logrando así efectos positivos en el clima, el medio ambiente, el suelo, el agua, la biodiversidad y el bienestar animal.
Se convirtió en miembro de la Unión de Pequeños Agricultores y Ganaderos (UPA), Fademur y de la lanzadera de proyectos Ruraltivity. En 2020 se integró en el proyecto de I+D RefoSetas para el desarrollo de un sistema para optimizar la reforestación de los bosques quemados por los incendios en la Sierra de la Culebra a través del cultivo de setas.

## Reconocimientos
En 2019 del Ministerio de Agricultura la reconoció con el primer premio en la categoría de 'Excelencia a la Innovación de la Actividad Agraria' por  EntreSetas. Al año siguiente, fue galardonada con el premio europeo RIS Growing Conciousness.
En 2021, fue la ganadora del premio europeo a la innovación de las mujeres agrarias. Un año después, fue reconocida como la mejor agricultora sostenible en los Premios Ecológicos de la UE 2022.
En 2024, recibió el reconocimiento a la Trayectoria en los Premios Internacionales a la Investigación y Defensa en Producción Ecológica celebrados en Baena, por su aportación al desarrollo de la producción ecológica y  la sostenibilidad medioambiental.